# Фиђири
Фиђири (арапски : الفجيري; понекад се пише фиђри или фиђери) је специфичан репертоар вокалне музике коју певају рониоци бисера из приобалних држава Источне Арабије, посебно Бахреина и Кувајта. Певача прати хор пратећих певача и тапшање рукама. Пратећи инструменти ансамблу фиђери су мали двострани бубањ, познат као мирвас (арап. المرواس) и џахлах (арап. الجاهلة), глинени лонац који се удара са обе руке.
Постоји осам жанрова фиђирија: Сангини (пева се на плажи, а не на броду), Бахри, Адсани, Мкхолфи, Хадади, Хасави, Зумаја и Дан, а последња два су заправо поджанрови Хасави и Мкхолфи. Бахри и Адсани су два главна жанра. Певачи који роне бисере се на арапском називају нахам (арап. نهام).
Салем Алан и Ахмад Бутабанија су два од најпознатијих фиђири певача из Бахреина.

## Приказ
Фиђири је музичка представа која обележава историју роњења бисера у Бахреину. Потиче из касног деветнаестог века, а традиционално су га изводили рониоци бисера и екипе за сакупљање бисера како би изразили тешкоће са којима се суочавају на мору. Извођачи седе у кругу, певају и свирају на различитим врстама бубњева, звончићима и џалу, глиненом лонцу који се користи као инструмент. Центар круга заузимају играчи и певач, који управља представом. Фиђири је настао на острву Мухарак, где је све до средине двадесетог века већина становништва чинила део заједнице рониоца бисера. Међутим, данас је обичај доспео до шире публике кроз наступе на фестивалима у свим регионима Бахреина, те је добро познат широм земље и сматра се средством за изражавање везе између народа Бахреина и мора. Фиђири обично изводе потомци ронилаца бисера и посада чамаца за бисере, али и други појединци. Изводе га искључиво мушке групе, али уживају сви чланови заједнице. Речи, ритмови и инструменти се користе да пренесу вредности истрајности, снаге и сналажљивости.